# Grecia (cidade)
Grécia é uma cidade no Condado de Monroe, Nova Iorque, Estados Unidos. De acordo com o censo de 2000, a cidade tem uma população de 94.141 habitantes. O lema da cidade é Descubra a Promessa.
A cidade situa-se na parte norte do condado, limitando-se com as cidades de Rochester a leste; Gates ao sul; Parma e Ogden ao oeste e Lago Ontário ao norte. A cidade é um contíguo subúrbio de Rochester. A área conhecida como Charlotte, na parte leste, era parte da cidade, antes de ser anexada pela cidade de Rochester em 1916.